# Szarża pod Morańcami
Szarża pod Morańcami – ostatnia szarża kawalerii podczas kampanii wrześniowej. Miała miejsce 26 września 1939 roku.
27 pułk ułanów z Nowogródzkiej Brygady Kawalerii wykonał dwie szarże na niemiecki batalion piechoty broniący wsi Morańce. Atak został odparty, ale po nim Niemcy opuścili wieś. Poległo 20 ułanów.